# Max Hieber Musikverlag
Der Max Hieber Musikverlag hatte seinen verlegerischen Schwerpunkt im Bereich der Musik aus München und Bayern. Er wird heute als Imprint Edition Hieber im Allegra Musikverlag Frankfurt am Main geführt.

## Geschichte
1884 gründete Max Hieber eine Musikalienhandlung mit angeschlossenem Musikverlag am Marienplatz in München. Der Begründer Max Hieber starb am 24. Oktober 1913. Seine zweite Ehefrau Anna, die seit der Gründung im Hause Hieber tätig war, führte die Geschäfte weiter. Zur gleichen Zeit bildete sie ihren Sohn Adolf Hieber aus. 1935 übernahm Adolf Hieber nach dem Tod seiner Mutter die Verlagsleitung. 1944 wurde das Unternehmen infolge des Luftkrieges zerstört. Nach Kriegsende begann der Wiederaufbau in der Kaufingerstraße. 1947 erteilte die amerikanische Besatzungsmacht die Genehmigung zur Weiterführung des Unternehmens an Adolf Hieber.
1971 zog sich Adolf Hieber von der Geschäftsleitung zurück, und die Firma wurde eine Kommanditgesellschaft. 1987 wurde Ulrich Seibert alleiniger Gesellschafter.
Herausragende Schwerpunkte des Verlagsprogramms sind neben Ausgaben bayerischer Volksmusik u. a. die musikalischen Werke von Karl Valentin, der Biermösl Blosn sowie des Komponisten Wilfried Hiller.
Im Jahr 2002 verkaufte Ulrich Seibert den Teilbereich Musikverlag an den Allegra Musikverlag in Frankfurt am Main (seit 2013 in Erzhausen), der zu der Unternehmensgruppe Musikverlage Zimmermann und Robert Lienau gehört. Der Musikalienhandel wird nach einer Firmenfusion im Münchener Stammhaus als Hieber Lindberg GmbH fortgeführt.

## Veröffentlichungen
- Der Klampf’n Toni. Max Hieber, München 1895, seitdem zahlreiche Überarbeitungen
- Beata Ziegler: Das Innere Hören als Grundlage einer natürlichen Klavierspieltechnik. Max Hieber, München 1928
- Georg Freundorfer: Der Weg zum Herzen für Zither u. a. Max Hieber, München 1929
- Kurt Huber: Niederbairisches Liederbuch. Hrsg. Clara Huber. Max Hieber, München 1951
- Karl Valentin: Die alten Rittersleut. Max Hieber, München 1967
- Verband Bayerischer Schulmusikerzieher (Hrsg.): Lied & Song. Liederbuch für Schulen. Max Hieber, München 1976

## Dokumente
Briefe des Max Hieber Musikverlages befinden sich im Bestand des Leipziger Musikverlages C. F. Peters im Staatsarchiv Leipzig.